# Jaim Kanievsky

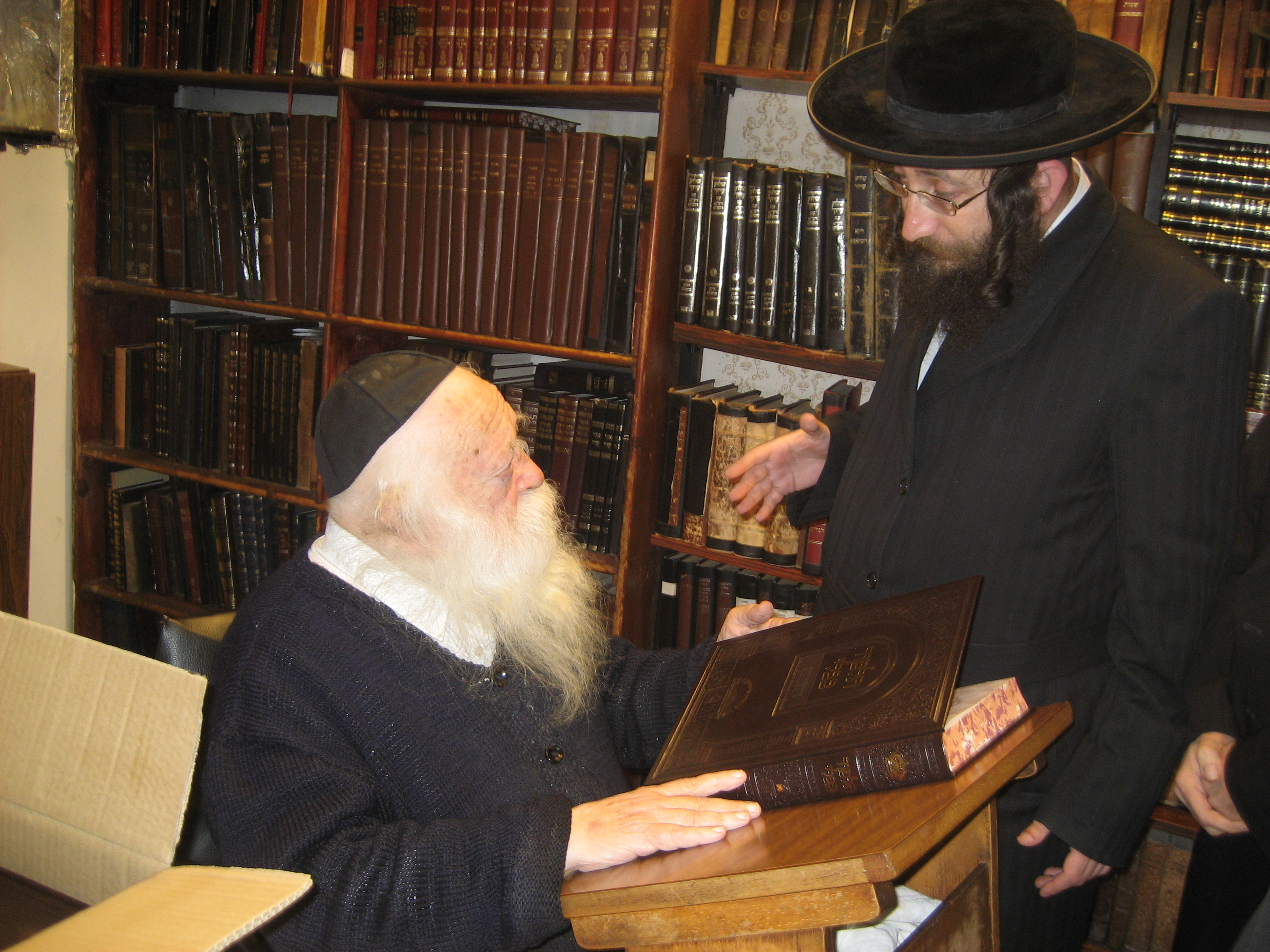

Shmaryahu Yosef Jaim Kanievsky (en hebreo: שמריהו יוסף חיים קַניֶבסקִי; Pinsk, 8 de enero de 1928-Bnei Brak, 18 de marzo de 2022) fue un rabino y posek israelí considerado una autoridad principal en el seno de la sociedad judía Jaredí.

## Biografía

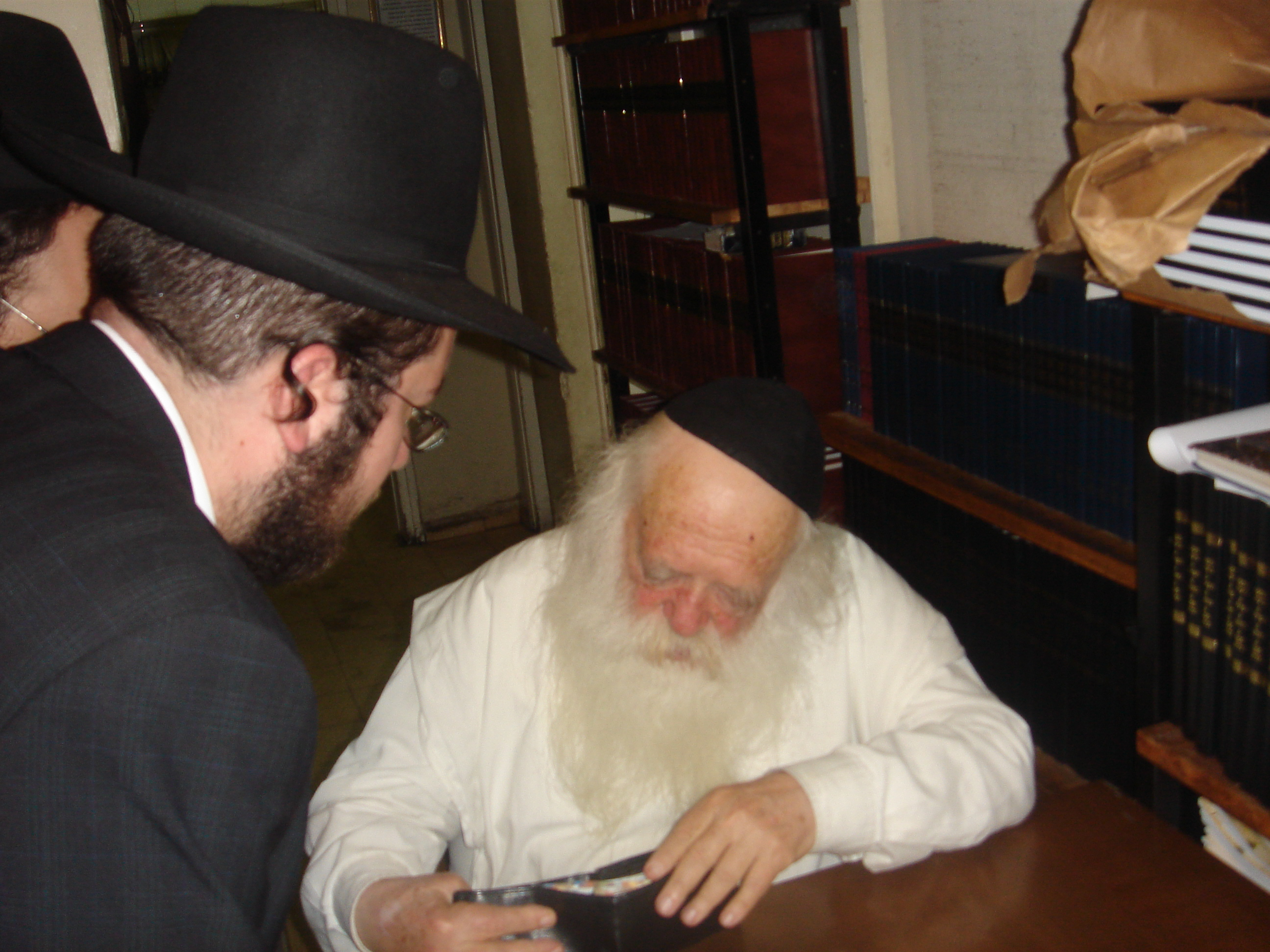
Un visitante que busca el consejo del rabino.

El Rabino Kanievsky nació en Pinsk, sus padres eran: el Rabino Yaakov Yisrael Kanievsky (también conocido como el Gaón de Steipler) y la Rebbetzin Miriam Karelitz, hermana del Rabino Abraham Yeshaya Karelitz (también conocido como el Chazon Ish).  
Case Batsheva, es la hija del Rabino Yosef Sholom Eliashiv, el nieto del Rabino Shlomo Elyashiv, también conocido como el Leshem, y la nieta del Rabino Aryeh Levin. 
En 1948, durante la Guerra de Independencia de Israel, el Rabino Kanievsky, quien entonces era un estudiante en la Yeshivá Lomza, fue reclutado y movilizado para hacer el servicio militar en las Fuerzas de Defensa de Israel. 
Kanievsky recibió la orden de permanecer en su puesto de guardia, el cual estaba ubicado cerca de un cerro grande cercano a Jaffa.
Su esposa, Batsheva Elyashiv, murió en 2011. El rabino vivía en Bnei Brak y recibía a miles de visitantes judíos cada año, que acudían a él buscando consejo religioso. Kanievsky era el rabino oficial, y el guía espiritual de la organización sin ánimo de lucro Belev Echad, fundada en Israel en 2011 con el objetivo de ayudar a personas discapacitadas. También, apoyó públicamente durante sus últimos meses de vida la campaña de vacunación contra la COVID-19 en su país.

## Muerte
Kanievsky falleció el 18 de marzo de 2022 a los 94 años de edad en Bnei Brak. Tras esto, su entierro se realizó el 20 de marzo con la presencia de aproximadamente 750.000 personas, según un conteo de la policía local, transformándolo en el segundo funeral más atendido en la historia del Estado de Israel.

## Trabajos publicados
El Rabino Kanievsky es el autor de muchas obras basadas en la ley judía, como el Derech Emunah (El camino de la fe), las leyes agrícolas, Derech Chochmah (El camino de la sabiduría); sobre las leyes y los ritos judíos del Templo de Jerusalén, y Shoneh Halachos (una presentación sistemática de la Mishna Berura).
- Derech Emunoh.
- Derech Chochmoh
- Sha'arei Emunoh.
- Shoneh Halachos.
- Shekel Hakodesh.
- Orchos Yosher.
- Siach Hasadeh.
- Nachal Eisan.
- Ta'ama D'kra.
- B'ha'ar Hamelech.
- L'soyechase Atik.
- Kiryas Melech.
- Comentario en Maseches Tzitzis.
- Comentario en Maseches Avadim.
- Comentario en Maseches Kusim.
- Comentario en Maseches Geirim.
- Comentario en Perek Shira.
- Comentario en Braisa D soyeleches HaMishkan y Braisa D'soyaseches Middos.

## Normas
El Rabino Kanievsky sostiene que informar a la policía sobre los casos de abusos sexuales a menores, es aceptable según la ley judía.